# پایتون انزی
پایتون انزی (‎/ˈpaɪθɒn, ən/‎; یونانی: Πύθων Αἴνιος؛ قرن چهارم پیش از میلاد) فیلسوف یونانی و شاگرد افلاطون بود. در حدود سال ۳۶۰ پیش از میلاد، او و برادرش هراکلیدس کوتیس اول، حاکم تراکیه را ترور کردند.
بر اساس کتاب دموستن، در برابر اشراف، پایتون با عنوان پایتون بیزانسی، و یک دولتمرد یونانی شناخته می‌شد. با این حال بسیار بعید است که هر دو نام اشاره به یک شخص باشد.